# Farman F.50
Pour les articles homonymes, voir F50.
Le Farman F.50 est un bombardier français bimoteur conçu par Henri Farman et mis en service dans les dernières semaines de la Première Guerre mondiale.

## Prototypes et variantes
- F.50 - Bombardier nocturne biplace Bn.2 (moins de 100 exemplaires) dont le 6670 à l'école de pilotage Caudron du Crotoy
- F.50P - Version cinq passagers (conversion du F.50)

## Répartitions dans les unités
- France : 1er groupe de bombardement : trois escadrilles (F114, F119, et ?)
- Japon : 1 avion
- Mexique : 13 avions (en septembre 1920)